# Casal di Principe
Pour les articles homonymes, voir Casal.
Casal di Principe est une commune de la province de Caserte dans la Campanie en Italie.
La ville est connue pour sa mozzarella et pour ses liens avec le crime organisé, notamment pour être le fief du clan des Casalesi, qui tirent son nom de la commune.

## Histoire
La commune, ainsi que le village voisin de San Cipriano d'Aversa, est tristement célèbre pour être un des haut-lieux de la camorra de la province de Caserte.
Le 19 mars 1994, au milieu de la nef de l'église San Nicola di Bari de Casal di Principe, le curé du village Don Peppino Diana est assassiné de deux balles dans la tête alors qu'il se préparait à célébrer la première messe de la journée. Le père Diana, tué par un des clans locaux, était devenu célèbre dans toute la Campanie pour avoir osé s'opposer publiquement à la camorra.
À la fin des années 1990, Casal di Principe est la commune comptant le plus grand nombre d'homicides par arme à feu d'Europe. La ville est également connue pour concentrer le plus grand nombre de voitures Mercedes en circulation,,.
En 2008, le procès "Spartacus" (aussi appelé "Spartacus Reset") engendre 16 peines de réclusion à perpétuité contre les chefs de la famille Casalesi.

## Administration
| Période                                  | Période           | Identité                     | Étiquette                     | Qualité |
| ---------------------------------------- | ----------------- | ---------------------------- | ----------------------------- | ------- |
| 13 juillet 1988                          | 16 juillet 1990   | Francesco Schiavone          | DC                            |         |
| 16 juillet 1990                          | 30 septembre 1991 | Alessandro Diana             | DC                            |         |
| 30 septembre 1991                        | 21 novembre 1993  | Paolino Maddaloni            |                               |         |
| 21 novembre 1993                         | 22 novembre 1994  | Renato Natale                | PDS & Liste civique           |         |
| 22 novembre 1994                         | 23 avril 1995     | Paolino Maddaloni            |                               |         |
| 23 avril 1995                            | 23 décembre 1996  | Vincenzo Corvino             | CCD & Liste civique           |         |
| 23 décembre 1996                         | 13 juin 1999      | Basilicata, Cupello, Provolo |                               |         |
| 13 juin 1999                             | 29 juillet 1999   | Luigi Scalzone               | Renouveau italien             |         |
| 29 juillet 1999                          | 16 avril 2000     | Gerardina Basilicata         |                               |         |
| 16 avril 2000                            | 15 mars 2002      | Pasquale Martinelli          | Alliance nationale            |         |
| 15 mars 2002                             | 26 mai 2003       | Paolino Maddaloni            |                               |         |
| 26 mai 2003                              | 6 juin 2006       | Francesco Goglia             | Forza Italia                  |         |
| 6 juin 2006                              | 28 mai 2007       | Savina Macchiarella          |                               |         |
| 28 mai 2007                              | 17 avril 2012     | Cristiano Cipriano           | Forza Italia-PdL              |         |
| 17 avril 2012                            | 25 mai 2014       | Guida, Cagnazzo, Mametti     |                               |         |
| 25 mai 2014                              | En cours          | Renato Natale                | Liste civique (Centro-Destra) |         |
| Les données manquantes sont à compléter. |                   |                              |                               |         |

Entre 1991 et 2014, la municipalité de Casal di Principe a été dissoute à trois reprises pour infiltration mafieuse du fait du contrôle politique et économique excercé par le clan Casalesi qui aurait tenté de tuer le maire Renato Natale lors de son premier mandat (1993-1994). À nouveau maire de 2014 à 2024, Renato Natale à la tête d'une coalition de centre gauche, marque la reprise en main par les forces antimafia à travers la réutilisation des biens confisqués pour des logements sociaux, des services publics ou des œuvres caritatives.

### Communes limitrophes
Cancello e Arnone, Grazzanise, San Cipriano d'Aversa, San Tammaro, Santa Maria la Fossa, Villa di Briano, Villa Literno, Casapesenna